# Spannarps församling
Spannarps församling är en församling i Varbergs och Falkenbergs kontrakt i Göteborgs stift. Församlingen ingår i Tvååkers pastorat och ligger i Varbergs kommun i Hallands län.

## Administrativ historik
Församlingen har medeltida ursprung. Församlingen var till 2006 annexförsamling i pastoratet Tvååker och Spannarp, som 1962 utökades med Sibbarps församling och Dagsås församling. 2006 uppgick Sibbarps församling och Dagsås församling i Sibbarp-Dagsås församling, och Spannarps församling är därefter annexförsamling i pastoratet Tvååker, Spannarp och Sibbarp-Dagsås.

## Kyrkor
- Spannarps kyrka